# 阿帕奇克里克 (新墨西哥州)
阿帕奇克里克（英語：Apache Creek）是位於美國新墨西哥州卡特倫縣的普查規定居民點。

## 人口
根據2020年美國人口普查的數據，阿帕奇克里克的面積為21.28平方千米，當中陸地面積為21.24平方千米，而水域面積為0.04平方千米。當地共有人口64人，而人口密度為每平方千米3.01人。